# 四溴噻吩
四溴噻吩是一种有机化合物，化学式为C4Br4S。它有α和β两种晶型，α型的晶体属于Pca21空间群，β型的晶体属于Pn空间群。

## 合成与反应
四溴噻吩可由噻吩和溴在三氯甲烷中反应得到。
它和炔烃在三乙胺和催化剂（PdCl2(PPh3)2、CuI）的存在下反应，可以得到3,4-二溴-2,5-二炔基噻吩。